# Neoseiulus barreti
Neoseiulus barreti är en spindeldjursart som beskrevs av Kreiter 2005. Neoseiulus barreti ingår i släktet Neoseiulus och familjen Phytoseiidae. Inga underarter finns listade i Catalogue of Life.